# Denaturering (DNA)
Denaturering är ett koncept inom genetiken som avser den process då dubbelkedjat DNA bryts ner till två enkelkedjor. En annan vanligt använd beskrivning är att DNA:t smälter. Detta kan iakttas genom att absorptionen av UV-ljus ökar drastiskt när dubbelsträngat DNA denatureras. Kedjorna hålls samman av vätebindningar, och precis som inom andra områden inom kemin så kan dessa bindningar brytas av ett flertal faktorer:
- Temperaturhöjning - främsta orsaken till denaturering. Används exempelvis inom PCR-tekniker.
- Jonkoncentrationen - Eftersom de negativa fosfatgrupperna i DNA-kedjans fosforibosryggrad är negativa kan positiva joner stabilisera en lösning av enkelsträngade DNA-strängar.
- Kemikalier som stabiliserar vätebindningar, såsom formamid eller urea.
- Extremt låga eller höga pH-värden, vilket kommer medföra att kvävebaserna i nukleotiderna protoneras eller deprotoneras, vilket medför att de blir laddade och repellerar varandra.

Utöver detta påverkas även smälttemperaturen av antalet cytidin- och guanin-basparningar i DNA:t. Eftersom dessa basparar med tre vätebindningar, istället för två som mellan adenin och tymin, kommer ett C-G-rikt område att ha högre smälttemperatur.